# Austrocordulia
Austrocordulia é um género de libelinha da família Corduliidae.
Este género contém as seguintes espécies:
- Austrocordulia leonardi